# Hartung und Trenz
Hartung und Trenz oder „Hartung | Trenz“ sind Detlef Hartung (* 1958 in Caracas) und Georg Maximilian Trenz (* 1962 in München). Nach Abschluss der Kunstakademie München entwickeln sie seit 1996 gemeinsam typografische Projektionen.

## Biografien
Detlef Hartung hat von 1979 bis 1984 Maschinenbau an der Technischen Universität München studiert und von 1985 bis 1991 Bildende Kunst an der Kunstakademie München. Er ist verheiratet mit der Künstlerin Marina Hermann und lebt in Köln.
Georg Trenz hat von 1982 bis 1986 an der Fachhochschule München Kommunikationsdesign studiert und von 1988 bis 1994 Bildende Kunst an der Kunstakademie München. Georg Trenz lebt mit seiner Familie in München.

## Ausstellungen (Auswahl)
- 2017: Lichtsicht Bad Rothenfelde
- 2017: Responsive – Internationales Licht Kunst Projekt Halifax mit Cuppetelli and Mendoza, Ghorbel and Mhiri, joeressen + kessner, Duane Linklater, Mischa Kuball, Kelly Mark.[2]
- 2016: Glow Eindhoven[3]
- 2016: Luminale Frankfurt[4]
- 2016: Interference Tunis[5]
- 2015: Blinc Adelaide[6]
- 2015: Lichtungen Hildesheim[7]
- 2013: Lichtsicht Bad Rothenfelde
- 2013: Internationales Lichtfestival Jerusalem[8]
- 2013: Lichtrouten Lüdenscheid[9]
- 2012: Lichtströme Koblenz[10]
- 2010: Narracje Danzig[11]
- 2007: LUX·US[12]

## Publikationen
- Ralf-P. Seippel (Hg.):  Hartung | Trenz – Licht Raum Sprache II. Kehrer Verlag, Heidelberg Berlin 2015. ISBN 978-3-86828-606-9
- Ralf-P. Seippel (Hg.):  Hartung | Trenz – Licht Raum Sprache. Seippel Verlag, Köln 2009. ISBN 978-3-940440-02-0